# Crotoneae
Crotoneae es una tribu de la subfamilia Crotonoideae, perteneciente a la familia Euphorbiaceae. Comprende 10 géneros.

## Géneros
| - Acidocroton - Astraea - Brasiliocroton - Colobocarpos - Croton | - Crotonopsis - Mildbraedia - Moacroton - Oxydectes - Paracroton |